# Хамхин
Хамхин — місто в КНДР, адміністративний центр провінції Хамгьон-Намдо. понад 500 тис. жителів (1978). Хамхин включає Хиннам і є містом центрального підпорядкування (має права провінції). Найбільший у країні центр хімічної промисловості (пластмаса, синтетичні смоли та ін.) Важке машинобудування (металургійне, гірничорудне, енергетичне, хімічне обладнання); електротехнічна промисловість, с.-г. машинобудування. Кольорова металургія (виплавка алюмінію), текстильна (шовкова, вовняна), взуттєва, харчосмакова (в тому числі тютюнова) промисловість, виробництво будматеріалів. В районі Хамхин каскади ГЕС — Чанджінган і Пуджонган. В Місті розташований найбільший в країні театр — Хамхинський Великий театр.

## Клімат
Місто знаходиться у зоні, котра характеризується вологим континентальним кліматом зі спекотним літом. Найтепліший місяць — серпень із середньою температурою 23.3 °C (74 °F). Найхолодніший місяць — січень, із середньою температурою --3.9 °С (25 °F).
| Клімат Хамхина          | Клімат Хамхина | Клімат Хамхина | Клімат Хамхина | Клімат Хамхина | Клімат Хамхина | Клімат Хамхина | Клімат Хамхина | Клімат Хамхина | Клімат Хамхина | Клімат Хамхина | Клімат Хамхина | Клімат Хамхина | Клімат Хамхина |
| Показник                | Січ.           | Лют.           | Бер.           | Квіт.          | Трав.          | Черв.          | Лип.           | Серп.          | Вер.           | Жовт.          | Лист.          | Груд.          | Рік            |
| Абсолютний максимум, °C | 12             | 16             | 20             | 28             | 33             | 35             | 37             | 36             | 33             | 29             | 23             | 16             | 37             |
| Середній максимум, °C   | 0              | 2              | 7              | 15             | 20             | 22             | 25             | 26             | 22             | 17             | 10             | 3              | 14             |
| Середня температура, °C | −3             | −2             | 3              | 10             | 15             | 18             | 22             | 23             | 18             | 12             | 5              | 0              | 10             |
| Середній мінімум, °C    | −8             | −6             | −1             | 4              | 10             | 15             | 19             | 19             | 13             | 7              | 0              | −5             | 5              |
| Абсолютний мінімум, °C  | −23            | −22            | −13            | −6             | 2              | 5              | 10             | 12             | 3              | −5             | −12            | −20            | −23            |
| Днів з дощем            | 1              | 2              | 5              | 10             | 11             | 16             | 19             | 15             | 11             | 9              | 7              | 4              | 110            |
| Днів зі снігом          | 6              | 6              | 5              | 0              | 0              | 0              | 0              | 0              | 0              | 0              | 1              | 4              | 22             |
| ----------------------- | -------------- | -------------- | -------------- | -------------- | -------------- | -------------- | -------------- | -------------- | -------------- | -------------- | -------------- | -------------- | -------------- |
| Джерело: Weatherbase    |                |                |                |                |                |                |                |                |                |                |                |                |                |